# Tournoi de tennis de Porto
Le tournoi de Porto (Portugal) est un tournoi international de tennis féminin du circuit professionnel WTA et masculin du circuit professionnel ATP.
Le tournoi féminin a été organisé à deux reprises, en 2001 et 2002, puis est revenu au programme en 2025.
Le tournoi masculin a été organisé en 1995 et 1996 sur terre battue, prenant la suite du tournoi de Florence.
En 2021, un tournoi du circuit Challenger est de nouveau organisé à Porto, plus de vingt ans après la dernière édition professionnelle.

## Palmarès dames

### Simple
| No | Date       | Nom et lieu du tournoi   | Catégorie      | Dotation       | Surface        | Vainqueure       | Finaliste         | Score          |                |
| -- | ---------- | ------------------------ | -------------- | -------------- | -------------- | ---------------- | ----------------- | -------------- | -------------- |
| 1  | 02-04-2001 | Porto Open, Porto        | Tier IV        | 140 000 $      | Terre (ext.)   | Arantxa Sánchez  | Magüi Serna       | 6-3, 6-1       | Tableau        |
| 2  | 01-04-2002 | Porto Open, Porto        | Tier IV        | 140 000 $      | Terre (ext.)   | Angeles Montolio | Magüi Serna       | 6-1, 2-6, 7-5  | Tableau        |
|    | 2003-2024  | Pas de tournoi           | Pas de tournoi | Pas de tournoi | Pas de tournoi | Pas de tournoi   | Pas de tournoi    | Pas de tournoi | Pas de tournoi |
| 3  | 14-07-2025 | Eupago Porto Open, Porto | WTA 125        | 115 000 $      | Dur (ext.)     | Tereza Valentová | Lanlana Tararudee | 6-4, 6-2       | Tableau        |

### Double
| No | Date       | Nom et lieu du tournoi  | Catégorie      | Dotation       | Surface        | Vainqueures                       | Finalistes                       | Score          |                |
| -- | ---------- | ----------------------- | -------------- | -------------- | -------------- | --------------------------------- | -------------------------------- | -------------- | -------------- |
| 1  | 02-04-2001 | Porto Open Porto        | Tier IV        | 140 000 $      | Terre (ext.)   | María José Martínez Anabel Medina | Alexandra Fusai Rita Grande      | 6-1, 6-75, 7-5 | Tableau        |
| 2  | 01-04-2002 | Porto Open Porto        | Tier IV        | 140 000 $      | Terre (ext.)   | Cara Black Irina Selyutina        | Kristie Boogert Magüi Serna      | 7-66, 6-4      | Tableau        |
|    | 2003-2024  | Pas de tournoi          | Pas de tournoi | Pas de tournoi | Pas de tournoi | Pas de tournoi                    | Pas de tournoi                   | Pas de tournoi | Pas de tournoi |
| 3  | 14-07-2025 | Eupago Porto Open Porto | WTA 125        | 115 000 $      | Dur (ext.)     | Carmen Corley Ivana Corley        | Liang En-shuo Peangtarn Plipuech | 6-3, 6-1       | Tableau        |

## Palmarès messieurs

### Simple
| No | Date       | Nom et lieu du tournoi | Catégorie      | Dotation       | Surface        | Vainqueur           | Finaliste             | Score          |                |
| -- | ---------- | ---------------------- | -------------- | -------------- | -------------- | ------------------- | --------------------- | -------------- | -------------- |
| 1  | 12-06-1995 | Oporto Open, Porto     | World Series   | 303 000 $      | Terre (ext.)   | Alberto Berasategui | Carlos Costa          | 3-6, 6-3, 6-4  |                |
| 2  | 10-06-1996 | Oporto Open, Porto     | World Series   | 400 000 $      | Terre (ext.)   | Félix Mantilla      | Hernán Gumy           | 65-7, 6-4, 6-3 |                |
|    | 1997-2020  | Pas de tournoi         | Pas de tournoi | Pas de tournoi | Pas de tournoi | Pas de tournoi      | Pas de tournoi        | Pas de tournoi | Pas de tournoi |
| 3  | 28-06-2021 | Porto Open, Porto      | Challenger     | 44 820 €       | Dur (ext.)     | Altuğ Çelikbilek    | Quentin Halys         | 6-2, 6-1       |                |
| 4  | 04-07-2022 | Porto Open, Porto      | Challenger     | 45 730 €       | Dur (ext.)     | Altuğ Çelikbilek    | Christopher O'Connell | 7-65, 3-1 ab.  |                |
| 5  | 31-07-2023 | Porto Open, Porto      | Challenger     | 145 000 €      | Dur (ext.)     | Luca Nardi          | João Sousa            | 5-7, 6-4, 6-1  |                |
| 6  | 29-07-2024 | Porto Open, Porto      | Challenger     | 148 625 €      | Dur (ext.)     | August Holmgren     | Alejandro Moro Cañas  | 7-63, 7-66     |                |

### Double
| No | Date       | Nom et lieu du tournoi | Catégorie      | Dotation       | Surface        | Vainqueurs                      | Finalistes                              | Score              |                |
| -- | ---------- | ---------------------- | -------------- | -------------- | -------------- | ------------------------------- | --------------------------------------- | ------------------ | -------------- |
| 1  | 12-06-1995 | Oporto Open, Porto     | World Series   | 303 000 $      | Terre (ext.)   | Tomás Carbonell Francisco Roig  | Jordi Arrese Àlex Corretja              | 6-3, 7-6           |                |
| 2  | 10-06-1996 | Oporto Open, Porto     | World Series   | 400 000 $      | Terre (ext.)   | Emanuel Couto Bernardo Mota     | Joshua Eagle Andrew Florent             | 4-6, 6-4, 6-4      |                |
|    | 1997-2020  | Pas de tournoi         | Pas de tournoi | Pas de tournoi | Pas de tournoi | Pas de tournoi                  | Pas de tournoi                          | Pas de tournoi     | Pas de tournoi |
| 3  | 28-06-2021 | Porto Open, Porto      | Challenger     | 44 820 €       | Dur (ext.)     | Guido Andreozzi Guillermo Durán | Renzo Olivo Miguel Ángel Reyes-Varela   | 65-7, 7-65, [11-9] |                |
| 4  | 04-07-2022 | Porto Open, Porto      | Challenger     | 45 730 €       | Dur (ext.)     | Yuki Bhambri Saketh Myneni      | Nuno Borges Francisco Cabral            | 6-4, 3-6, [10-6]   |                |
| 5  | 31-07-2023 | Porto Open, Porto      | Challenger     | 145 000 €      | Dur (ext.)     | Toshihide Matsui Kaito Uesugi   | Rithvik Choudary Bollipalli Arjun Kadhe | 65-7, 6-3, [10-5]  |                |
| 6  | 29-07-2024 | Porto Open, Porto      | Challenger     | 148 625 €      | Dur (ext.)     | Sander Arends Luke Johnson      | Joshua Paris Ramkumar Ramanathan        | 6-3, 6-2           |                |